# Académie du droit allemand
L'Académie du droit allemand est, de 1933 à 1945, l'office scientifique responsable de la refonte nazie du système juridique allemand, et l'instrument de la mise au pas de la société sous le Troisième Reich.
Fondée le 26 juin 1933 à Munich, présentée au congrès des juristes allemands le 2 octobre 1933 par Hans Frank à Leipzig, l'académie du droit allemand devient une institution publique, dont le siège est à Munich, le 11 juillet 1934.

## Organisation et missions
Le président de l'académie (Hans Frank jusqu'en 1942, puis Otto Thierack jusqu'en 1944) est nommé par le Chancelier du Reich. L'académie comprend des membres ordinaires et extraordinaires, des membres bienfaiteurs et correspondants, tous nommés pour un mandat de quatre années.
Ses missions comprennent : 
1. La rédaction, l'initiative et l'expertise de projets de lois,
2. La collaboration à la refonte de la formation en droit comme en sciences politiques,
3. L'édition de publications scientifiques,
4. Le soutien financier de travaux scientifiques,
5. L'organisation de conférences et de séminaires de formation,
6. La correspondance avec les institutions similaires à l'étranger.

L'académie édite le Zeitschrift der Akademie für Deutsches Recht.
Elle travaille à compter de 1939 à la rédaction d'un nouveau code du peuple (de) destiné à supplanter le code civil allemand.
Friedrich Minoux, Hermann Göring, Hans Frank, Roland Freisler, Max Hildebert Boehm, Karl Christian von Loesch, Carl Schmitt, Martin Heidegger, Ernst Hugo Correll, Wolfgang Siebert, Karl Maria Hettlage, Friedrich Grimm, Horst Bartholomeyczik, Werner Sombart, Eberhard Schmidt, Hans Würdinger (1903–1989), Carl Duisberg, font partie de l'académie. Willy Weyer y collabore, avant de devenir le ministre de l'intérieur du Land de NRW et le président du Deutscher Sportbund von 1942 bis 1945. Werner Best préside la commission du droit policier.
L'académie siège de 1936 à 1939 dans la Haus des Deutschen Rechts à Munich, Ludwigstraße 28.

## Membres
Voir la catégorie sur Wikipédia en anglais.

## Archives
Les documents de l'académie sont librement consultables, ainsi que les documents personnels de ses membres, aux archives fédérales de Berlin-Lichterfelde.

## Sources
- Werner Schubert : Akademie für Deutsches Recht 1933–1945. Protokolle der Ausschüsse. 1986 : 21 volumes de comptes rendus des commissions[2].